# Chhatrasal
 (septembre 2022).
La mise en forme du texte ne suit pas les recommandations de Wikipédia : il faut le « wikifier ».
Les points d'amélioration suivants sont les cas les plus fréquents. Le détail des points à revoir est peut-être précisé sur la page de discussion.
- Les titres sont pré-formatés par le logiciel. Ils ne sont ni en capitales, ni en gras.
- Le texte ne doit pas être écrit en capitales (les noms de famille non plus), ni en gras, ni en italique, ni en « petit »…
- Le gras n'est utilisé que pour surligner le titre de l'article dans l'introduction, une seule fois.
- L'italique est rarement utilisé : mots en langue étrangère, titres d'œuvres, noms de bateaux, etc.
- Les citations ne sont pas en italique mais en corps de texte normal. Elles sont entourées par des guillemets français : « et ».
- Les listes à puces sont à éviter, des paragraphes rédigés étant largement préférés. Les tableaux sont à réserver à la présentation de données structurées (résultats, etc.).
- Les appels de note de bas de page (petits chiffres en exposant, introduits par l'outil «  Source ») sont à placer entre la fin de phrase et le point final[comme ça].
- Les liens internes (vers d'autres articles de Wikipédia) sont à choisir avec parcimonie. Créez des liens vers des articles approfondissant le sujet. Les termes génériques sans rapport avec le sujet sont à éviter, ainsi que les répétitions de liens vers un même terme.
- Les liens externes sont à placer uniquement dans une section « Liens externes », à la fin de l'article. Ces liens sont à choisir avec parcimonie suivant les règles définies. Si un lien sert de source à l'article, son insertion dans le texte est à faire par les notes de bas de page.
- La présentation des références doit suivre les conventions bibliographiques. Il est recommandé d'utiliser les modèles {{Ouvrage}}, {{Chapitre}}, {{Article}}, {{Lien web}} et/ou {{Bibliographie}}. Le mode d'édition visuel peut mettre en forme automatiquement les références.
- Insérer une infobox (cadre d'informations à droite) n'est pas obligatoire pour parachever la mise en page.

Pour une aide détaillée, merci de consulter Aide:Wikification.
Si vous pensez que ces points ont été résolus, vous pouvez retirer ce bandeau et améliorer la mise en forme d'un autre article.
Maharaja Chhatrasal (4 mai 1649 - 20 décembre 1731) était un guerrier indien médiéval du clan Bundelâ, qui a combattu contre l'Empire moghol et a établi son propre royaume à Bundelkhand. 

## Jeunesse
Chhatrasal est né à Kachar Kachnai le 4 mai 1649, de la liaison entre Champat Rai et Lal Kunwar dans une dynastie Rajput. Il était un descendant de Rudra Pratap Singh d' Orchha. Ses ancêtres étaient des vassaux de l'empereur moghol. 

## Révolte contre les moghols

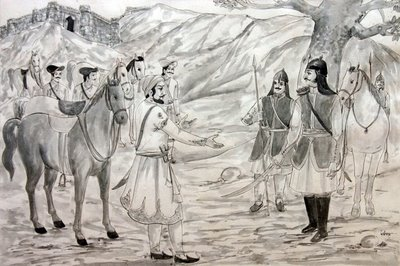
Chhatrapati Shivaji envoyant Chhatrasal pour libérer ses terres ancestrales.

Chhatrasal avait 12 ans lorsque son père Champat Rai de Mahoba a été tué par les Moghols. Inspiré par les idéaux de Chhatrapati Shivaji, il s'est rendu dans le Maharashtra et lui a demandé conseil. Chhatrasal a levé la bannière de la révolte contre les Mughals dans le Bundelkhand à l'âge de 22 ans, avec une armée de 5 cavaliers et 25 escrimeurs, en 1671. Au cours des dix premières années de sa révolte, il a conquis une vaste étendue de terre entre Chitrakoot, Chhatarpur et Panna à l'est et Gwalior à l'ouest. Ses domaines s'étendaient de Kalpî au nord à Sagar, Garhakota, Shahgarh jusqu'à Damoh au sud. Certains des généraux moghols qui ont été vaincus par lui étaient Rohilla Khan, Kaliq, Munawwar Khan, Sadruddin, Sheikh Anwar, Sayyid Latif, Bahlol Khan et Abdus Ahmed. 
Chhatrasal a pu vaincre les Moghols jusqu'à ce qu'il soit attaqué par Muhammad Khan Bangash en décembre 1728. Chhatrasal avait 79 ans quand il a dirigé son armée contre Bangash, après une dure bataille, Chhatrasal a été vaincu et a été contraint de se retirer dans son fort à Jaitpur. Les Moghols l'ont assiégé et ont conquis la plupart de ses territoires. Chhatrasal a fait plusieurs tentatives pour demander de l'aide aux Peshwa, mais les Peshwa étaient occupés et ne pouvaient pas l'aider avant mars 1729. Dans une lettre envoyée à Bajirao, Chhatrasal a écrit: "Savez-vous Bajirao! Que je me trouve dans la même situation que le célèbre éléphant lorsqu'il a été pris par le crocodile. Ma vaillante race est sur le point de disparaître. Venez et sauvez mon honneur ". Le Peshwa Bajirao a personnellement conduit son armée vers le Bundelkhand et attaqué plusieurs avant-postes moghols, leurs approvisionnements ont été complètement coupés par la rapide cavalerie du Peshwa. Bangash, surpris par l'implication soudaine des Marathas, a envoyé plusieurs lettres à l'empereur moghol pour obtenir de l'aide, mais après s'être vu refuser toute aide, il a entamé des négociations avec Chhatrasal et Bajirao. Bangash a été autorisé à battre en retraite à la condition qu'il ne revienne jamais ou ne montre aucune agression envers le Bundelkhand. Chhatrasal a récompensé le peshwa avec de grandes étendues de terres et de mines de diamants dans le Bundelkhand, ce qui a aidé les Marathas à accéder au centre et au nord de l'Inde,. 

## Relations avec BajiraoIer

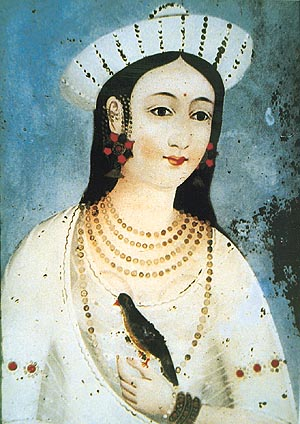
Mastani, l'épouse du Maratha Peshwa Baji Rao, était la fille de Chhatrasal

La deuxième épouse de peshwâ marathe Baji Rao Ier, Mastani, était la fille de Chhatrasal. Dans son livre Mastani, l'historien D. G. Godse (en) déclare que la relation entre Chhatrasal et Baji Rao Ier était semblable à celle d'un père et d'un fils. 
Avant sa mort le 20 décembre 1731, Chhatrasal légua Mahoba et ses environs à Baji Rao en échange de l'aide de ce dernier contre les Moghols.

## Patronne de la littérature
Chhatrasal était un mécène de la littérature et sa cour abritait plusieurs poètes réputés. Ses éloges écrits par Kavi Bhushan, Lal Kavi, Bakhshi Hansaraj et d'autres poètes de la cour lui ont permis de gagner une renommée durable. 

## Vues religieuses
Chhatrasal était un disciple de Mahamati Prannathji et l'a pris comme son gourou. Leur rencontre a eu lieu à Mau Sahaniya en 1683, un endroit près de Panna. Son neveu Dev Karanji, qui avait rencontré Swami Prannathji, plus tôt à Ramnagar, a joué un rôle déterminant dans cette réunion. Chhatrasal a été très impressionné par Prannathji et est devenu son disciple. Lorsque Maharaja Chhatrasal est venu à sa rencontre, il partait pour une bataille contre les Moghols. Swami Prannathji lui a donné sa propre épée et s'est couvert la tête d'un foulard en disant: "Vous serez toujours victorieux. Des mines de diamants seront découvertes dans votre pays et vous deviendrez un grand empereur. " Sa prophétie s'est réalisée et même aujourd'hui, la région de Panna est célèbre pour ses mines de diamants. Swami Prannathji n'était pas seulement le gourou religieux de Chhatrasal; mais il l'a également guidé dans les domaines politique, social et économique,,. 

## Successeurs et descendants
Chhatrasal a donné un tiers de son royaume aux Marathas sous le peshwa Bajirao Ier pour son aide, les autres parties de son royaume étaient divisées entre ses fils. Le fils aîné, Harde Sah, a reçu le royaume de l'État de Pannâ ; son deuxième fils, Jagat Rai, a reçu l'État de Jaitpur et le plus jeune fils Bharti Chand, l'État de Jaso. L'État de Jaitpur a en outre été divisé en État d'Ajaigarh, État de Bijawar, État de Charkhari et État de Chhatarpur par ses descendants.

## Héritage
La ville de Chhatarpur et son quartier éponyme dans l'état de Madhya Pradesh doivent leur nom à Chhatrasal. Plusieurs endroits à Chhatarpur, dont le musée Maharaja Chhatrasal, portent son nom. Le stade Chhatrasal à Delhi est également nommé d'après le Maharaja Chhatrasal.  
Souverains de Panna
- Chhatrasal 1707-1731. Ses fils ont divisé Panna, Jaitpur, Ajaigarh, Bijawar, Charkhari, Chhatarpur et Jaso[2],[11].
- Harde Sah / Hirde Sah (fils aîné de Chhatrasal) 1731-1739
- Sabha Singh 1739-1752
- Aman Singh 1752-1758
- Hindupat Singh 1758 - 1778
- Anirudh Singh 1778 - 1779
- Dhokal Singh 1785 - 1798
- Kishor Singh 1798-1834
- Harbans Rai 1834-1849
- Mahendra Nirpat Singh 1849-1870
- Sir Rudrapratap Singh 1870-1893
- Lokpal Singh 1893 - 1898
- Madho Singh 1898 - 1902
- Sir Yadavendra Singh 1902 - 1963 (Uparajya Pramukh du Vindhya Pradesh (1947–1950))